# 버지니아 체릴

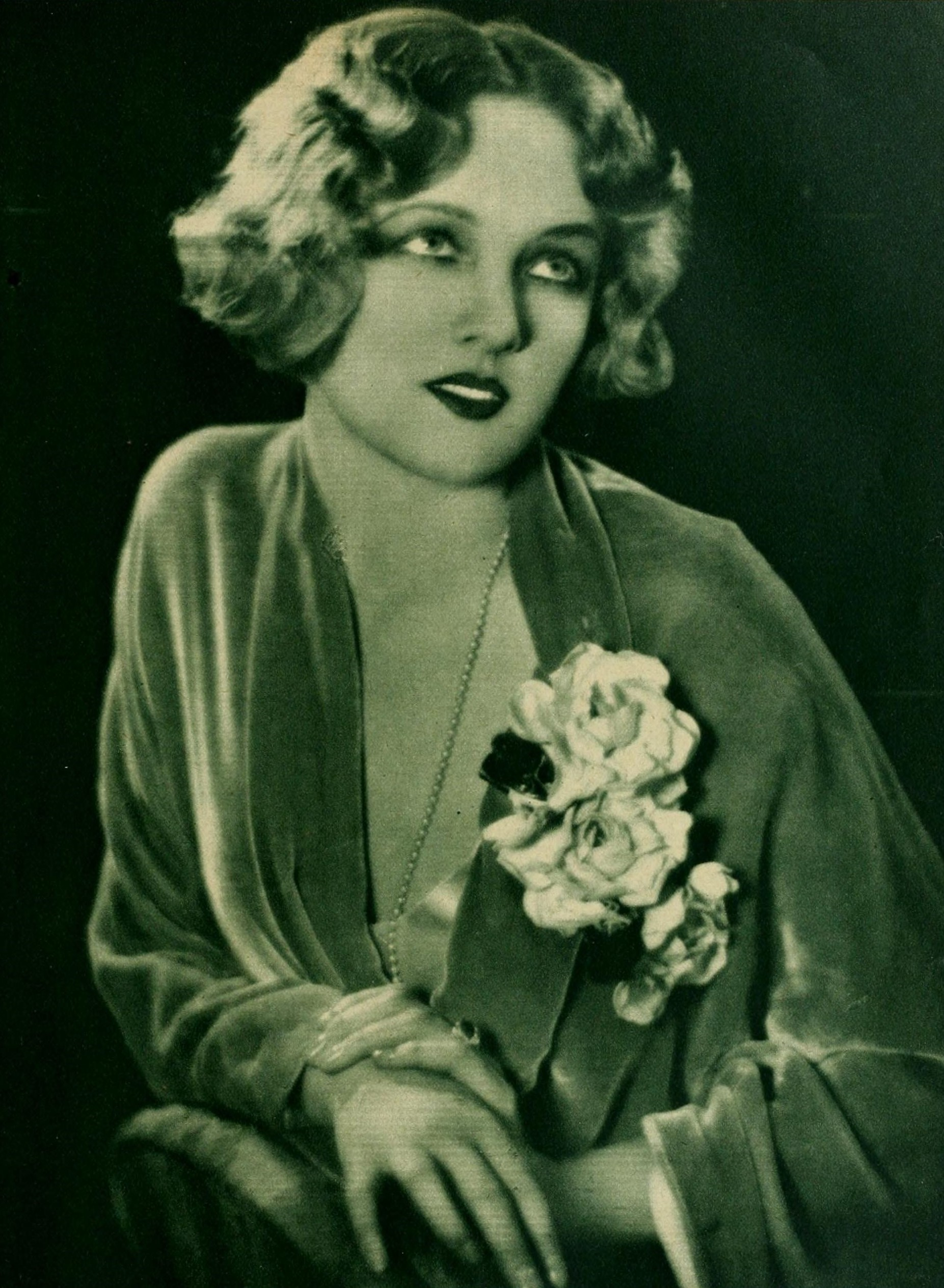

버지니아 체릴(Virginia Cherrill, 1908년 4월 12일 ~ 1996년 11월 14일)는 미국의 배우, 영화배우이다.
카시지에서 태어났으며 샌타바버라에서 사망하였다. 사인은 뇌졸중이다.

## 영화
- 더 뉴슨스 (1933년)
- 건방진 꼬마 (1931년)
- 시티 라이트 (1931년)
- 더 에어 서커스 (1928년)